# Kanakagiri
Kanakagiri je historické sídlo v indickém státě Karnátaka, ležící asi 20 km severozápadně od města Gangawati. Dříve se město jmenovalo Suvarnagiri a bylo střediskem jižní provincie někdejší maurjovské říše. V dnešní době se zde pravidelně konají různé náboženské a historické slavnosti.